# وليام غاليوانغو
وليام غاليوانغو (بالإنجليزية: William Galiwango)‏ (مواليد 26 فبراير 1961) هو ملاكم أوغندي، مثّل بلاده في الألعاب الأولمبية الصيفية 1984.

## روابط خارجية
وليام غاليوانغو على موقع أوليمبيديا (الإنجليزية)
- وليام غاليوانغو على موقع اتحاد ألعاب الكومنولث (مؤرشف) (الإنجليزية)